# Пуйя Раймонда
Пу́йя Раймо́нда, вернее, Пуйя Раймо́нди (лат. Púya raimóndii) — вид однодольных цветковых рода Пуйя (Puya) семейства Бромелиевые (Bromeliaceae). Впервые описан Антонио Раймонди в 1874 году в составе рода Pourretia, впоследствии переименован в его честь.
Синонимичное название — Pourretia gigantea Raimondi, 1874, nom. inval.
«Королева Анд» пуйя Раймонда является крупнейшим растением семейства бромелиевых и отличается необычным соцветием высотой до 10 м.

## Распространение и среда обитания
Встречается на территории Перу и Боливии, в Андских горах.
Раймонди не собрал гербарного образца этого растения. Лектотип хранится в Ботаническом музее Берлин-Далем, был собран в 1903 году Августом Вебербауэром в районе Кахамаркилья в предгорьях Кордильеры-Негры.

## Ботаническое описание

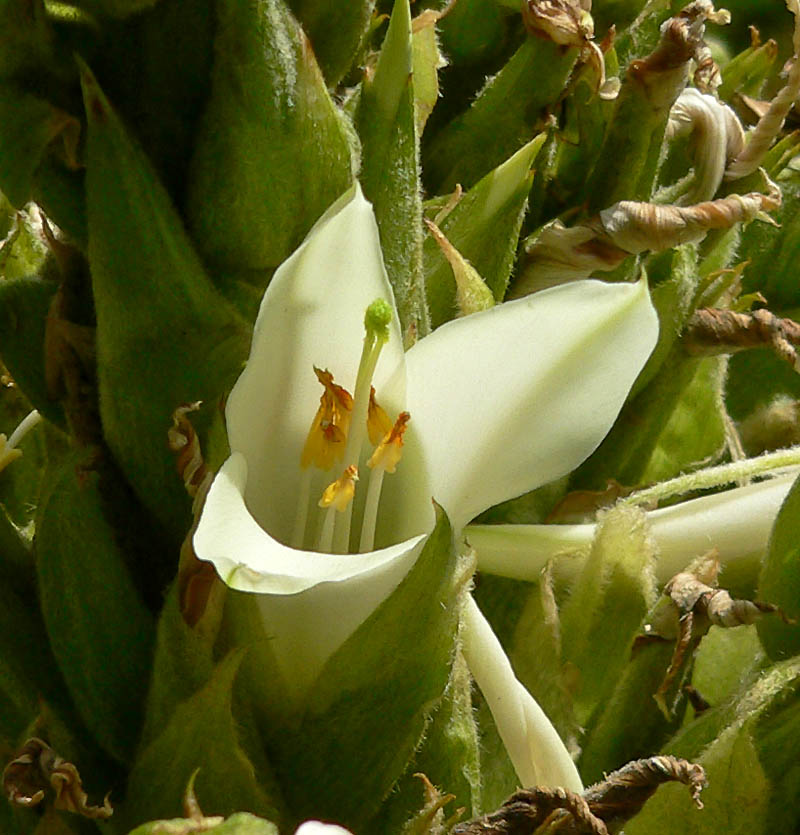
Один из многочисленных цветков гигантского соцветия Puya raimondii

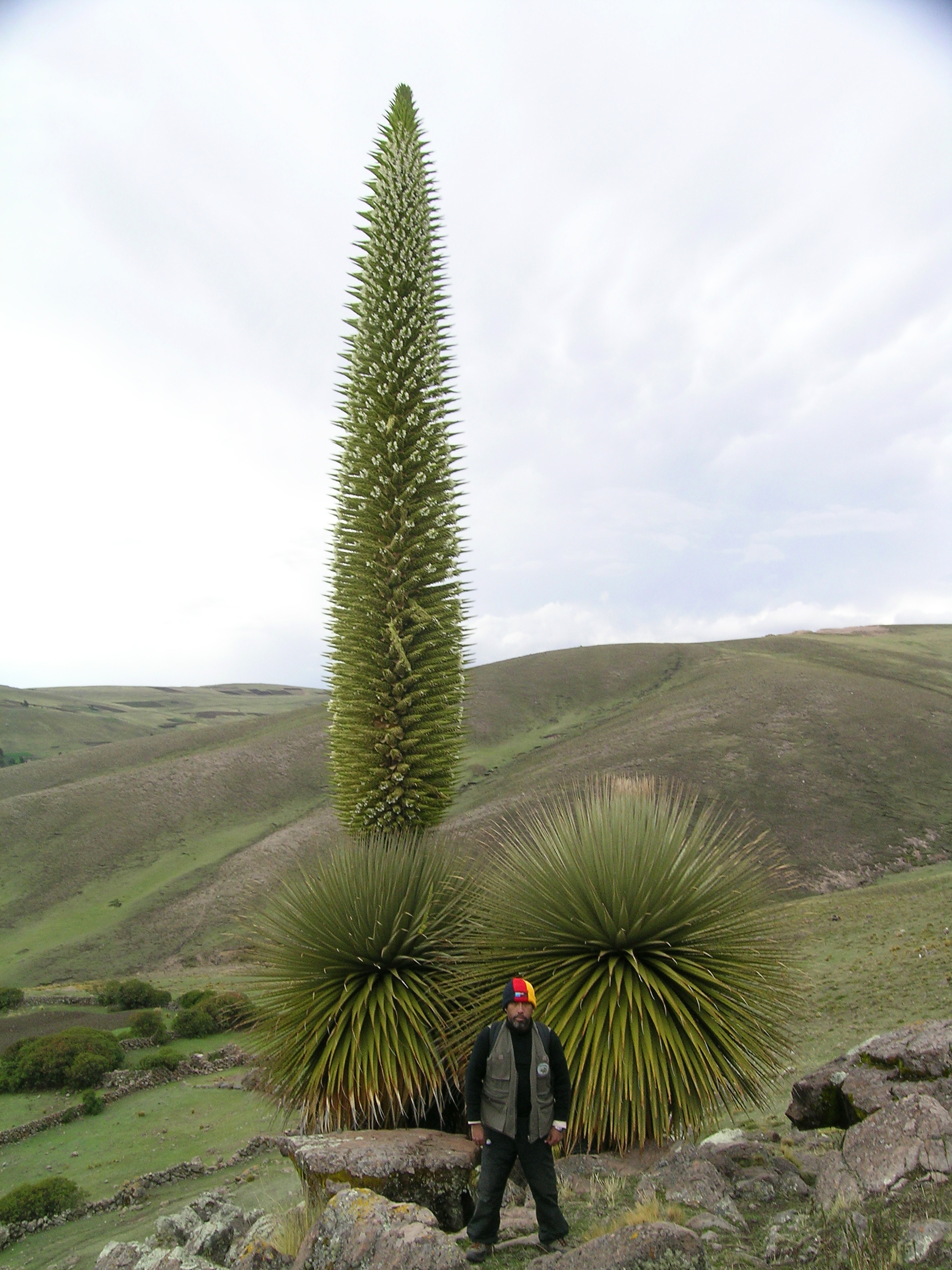
Сопоставление размеров экземпляра пуйи Раймонда и человека

Листья заострённые, растут плотной группой. Шипы, служащие защитой от животных, размещены среди листьев.
Цветонос высотой до 10 м имеет более 8 тысяч беловато-зелёных цветков; отцветающие цветки окрашиваются в пурпурный оттенок. Растение начинает цвести лишь на 80—150 годах жизни.
Пуйя Раймонда является монокарпиком, погибающим после цветения и плодоношения. Растение производит 8—12 млн переносимых ветром семян, но обычно лишь несколько из них прорастают, так как в сырой почве время жизни семян составляет всего несколько месяцев.
Вид растёт на высотах 3000—4800 м, где обычно очень холодно, а почвы дренированные и каменистые. Однако растение хорошо приспособлено к росту в столь неблагоприятных условиях: в его соках содержится особое химическое вещество, действующее как антифриз, что позволяет ему переживать существенные перепады температур в разное время суток.

## Значение
Сердцевина иногда собирается местными жителями на корм скоту. Древовидные части применяются для изготовления простой мебели и в качестве топлива. В отдельных боливийских деревнях листья используют для обустройства заграждений; в Перу же листья изредка используются также для защиты сырцовых стен домов от дождя.
В некоторых населённых пунктах провинций Пуно и Куско (Перу) выращивается в качестве декоративного растения.

## Природоохранная ситуация
Численность экземпляров снижается и составляет порядка 800 тысяч в Перу и 30—35 тысяч в Боливии. Субпопуляции растения сильно изолированы друг от друга, и причиной их уменьшения являются как естественные, так и антропогенные (пожары, использование растений в качестве топлива и стройматериалов) факторы. По данным Международного союза охраны природы, вид считается вымирающим («endangered»).
Охраняется на государственном уровне в Перу.